# Big Comic Superior
Big Comic Superior (ビッグコミックスペリオール Biggu Komikku Superiōru?) es una revista de manga seinen quincenal publicada desde el 1 de julio de 1987 por Shogakukan en Japón. Su público objetivo se encuentra en algún lugar entre el público de Big Comic Original y Big Comic Spirits. La revista ha publicado obras de varios mangakas, incluidos Ryoichi Ikegami, Buronson, George Akiyama, Mochiru Hoshisato, Yū Koyama, Fumi Saimon, Tarō Nogizaka y Yūgo Ishikawa.
Superior fue originalmente un número especial de Big Comic Original, publicado dos veces al mes los días 1 y 15. Sin embargo, dado que se vendía tan bien como las tres revistas principales (Big Comic, Big Comic Original y Big Comic Spirits), comenzó a publicarse cada dos semanas. Actualmente se lanza dos veces al mes el segundo y cuarto viernes. A partir de 2015, Superior tiene una circulación reportada de 115 334 para cada edición.

## Lista de obras
- Aibō por Tamayo Koyasu
- Aji Ichi Monme por Yoshimi Kurata, Yoshita Abe y Yukie Fukuda
- Ankō: Kaizuri Kaijō Sōsasen, escrito por Masaki Kitahara e ilustrado por Hideki Akiyama con la ayuda de Fishing Graph
- Azumi por Yū Koyama
- Bow Wow por Terry Yamamoto
- Rastros de Sangre por Shūzō Oshimi (en marcha)
- Chūshun Komawari-kun por Tatsuhiko Yamagami
- Hannari! por Fumi Saimon
- GIGANT por Hiroya Oku (en marcha)
- Higake Kin'yūden Komanezumi Shussemichi, escrito por Toichi Akizuki e ilustrado por Kōji Yoshimoto con la supervisión de Yūji Aoki
- Kiichi!! por Hideki Arai
- Lord, escrito por Buronson e ilustrado por Ryoichi Ikegami
- Maihime: Diva, escrito por Ryō Kurashina e ilustrado por Tomoya Ōishi
- Money no Ken por Norifusa Mita
- Mobile Suit Gundam Thunderbolt por Yasuo Ohtagaki (en marcha)
- Moonlight Mile por Yasuo Ōtagaki
- Ojuken no Hoshi, historia de Mayu Sugiura, ilustrado por Kenjū Imatani y creado por Nozomi Hashira
- Okuribito por Akira Sasō
- Radio Jikan por Radio Wada
- Rāmen Hakkenden, escrito por Rokurō Kube e ilustrado por Tan Kawai
- Reiraku por Inio Asano
- Sanctuary, escrito por Buronson e ilustrado por Ryoichi Ikegami
- Sekai no Chūshin de Kuda o Maku por Inosuke Rodriguez
- Shakaijin Misaki Satoru por Yasuyuki Kunitomo
- Sprite por Yūgo Ishikawa
- Team Medical Dragon, escrito por Akira Nagai e ilustrado por Tarō Nogizaka